# 1Achterhoek
1Achterhoek is een Nederlandse publieke streekomroep die zich richt op het oostelijke deel van de Achterhoek. De zender ging van start op 1 juli 2022 als fusie van de bestaande lokale omroepen Gelre FM (Oost Gelre), RTV Slingeland (Winterswijk) en A-FM (Aalten). In 2023 stapte RTV Slingeland uit 1Achterhoek.
1Achterhoek verzorgt programma's en informatie via radio, televisie en internet. Overdag wordt er een gezamenlijke radioprogrammering uitgezonden, maar in de avond kunnen de beide partners zich richten op hun oorspronkelijke vestigingsgebieden.
Door een samenwerking met Omroep Gelderland wordt het nieuwsaanbod versterkt.
Het plan voor de fusie dateert uit 2020 en zou aanvankelijk ook Leuk FM (Berkelland) omvatten.

## Radio
Op de radio zijn van 's ochtends 07.00 uur tot 's middags 18.00 uur muziekprogramma's te horen. Op de halve uren wordt een update met het lokale nieuws gegeven. Ook zijn in diverse programma's rubrieken te horen die op de streek gericht zijn.

## Presentatoren
- Jesper Vaags
- Hans Ouwens
- Sanne Ouwens
- Gerwin Nales
- Harm Wellink
- William Hulzink
- Sandra VanReys
- Jesse Sprikkelman
- Bonnie Poelhuis
- Herbert Vaartjes
- Peter Stortelers
- Evelien Zuurbier
- Merel Luijendijk